# Arbetsvetenskap
Arbetsvetenskap är vetenskapliga studier av människor i arbete och arbetets former och processer. Det är ett forskningsfält som omfattar analys, design och utveckling av arbete, arbetsorganisation, arbetsmarknad och produktionssystem utifrån människors fysiologiska, psykologiska, sociala och kulturella förutsättningar. Arbetsvetenskap är ett vetenskapligt ämne och finns på ett flertal svenska lärosäten. 

## Framväxt och utveckling av arbetsvetenskap i Sverige
Det vetenskapliga intresset för människor i arbetet har en månghundraårig historia. Arbetsvetenskap har alltså funnits länge, men i form av olika ämnestraditioner. Arbetsmedicin till exempel går tillbaka till undersökningar på 1600-talet av sjukdomsrisken i olika yrken, bland annat barnmorskor och förgyllare. De tidiga historiska rötterna innehåller fokus på den fysiska arbetsmiljön, arbetarskydd och sociala problem, framför allt under industrialismens barndom. 1921 bildade Ingenjörsvetenskapsakademin i Sverige en arbetsvetenskaplig kommitté som engagerade sig i de så kallade psykotekniska frågorna, det vill säga hur man skulle ekonomisera och effektivisera den mänskliga arbetsinsatsen. En del av denna typ av "arbetsvetenskap" byggde på en människosyn som vi idag inte är helt bekväma med. Människan sågs som en maskin och det handlade om att anpassa människan till arbetet för att öka den organisatoriska effektiviteten. Ett exempel på detta kan hittas i taylorismen eller Scientific Management. Även om detta var accepterade synsätt under denna tid fanns samtida kritik. 
Trots kritiken fick Frederick Winslow Taylors idéer stort genomslag i Sverige under de följande decennierna, framför allt inom rationaliseringsrörelsen. Det är i detta sammanhang som begreppet arbetsvetenskap börjar användas. Taylor menade att produktionsledningens problem var att få tillgång till arbetarnas yrkeskunskaper för att kunna utveckla arbetsprocesserna på ett systematiskt sätt. Taylors bidrag var att i detalj analysera arbetsprocessen för att därigenom effektivisera arbetet. Detta innebar en tydlig vertikal arbetsdelning där särskilda specialister som var utbildade på rationalisering av produktion instruerade arbetare hur arbetet skulle utföras. Det fanns ett bästa sätt för arbetaren att utföra arbetet. Lagarbete och självständigt lärande bland arbetarna ska undvikas, enligt Taylor. Taylorismen kom att introduceras under mellankrigstiden i Sverige och då framförallt inom verkstadsindustrin. I mitten av 1930-talet omfattade 80 procent av arbetstagarna inom verkstadsindustrin av arbetsstudier. En fortsättning på Taylors arbetsstudier var MTM-metoden (Metod-Tid-Mätning) som fick sitt genombrott i Sverige 1951 då det infördes för första gången i Sverige.
Som en reaktion mot framförallt med taylorismen människosyn utvecklades Human Relationskolan som har sin grund i de klassiska Hawtorne-experimenten som 1924 till 1932 utfördes av Roethlisberger och Dickson (1934) under ledning av Elton Mayo m.fl. vid Western Electrics Hawthornefabriker i utkanten av Chicago (se till exempel Mayo 1945). Human Relations var i mångt och mycket en kritik mot Scientific Management, framför allt mot tankarna på den utbytbara människan som kräver övervakning och detaljinstruktioner för att fungera i produktionen. Kritiker till taylorismen menade att taylorismen i hög grad bortsåg från den betydelse inflytande, delaktighet och egenmakt har som starka motivationsfaktorer för arbetsprestationer och produktivitet. 
En del av Human Relations kom att utvecklas till industriell psykologi och så småningom till human resource management, HRM. En viktig grund i denna utveckling är Kurt Lewins arbete på 1940-talet med gestaltpsykologi, personlighetsteorier, aktionsforskning och gruppdynamik. Viktiga delar i detta blev motivationsforskning (Maslow 1954; Hertzberg 1959; Drucker 1954; McGregor 1960). Det är här som många av idéerna om den lärande organisationen (Argyris & Schön 1978) har sitt ursprung och även forskning om organisationsutveckling och organisationskultur.
Ett samtida teoretiskt perspektiv var sociotekniken. Den byggde delvis på Human Relationsskolans analyser av det sociala systemet, men integrerade även analyser av det tekniska systemet. Rationell produktionsteknik utgör grundstommen. Till detta fogades ett systemteoretiskt betraktelsesätt, det vill säga att människa, organisation och teknik både präglar och präglas av sina omvärldar. Den sociotekniska organisationsteorin utvecklades under 1950-talet vid Tavistock Institute of Human Relations. Sociotekniken kom till Norden under 1960-talet i form av en serie försök med självstyrande grupper och produktverkstäder i Norge. Försöken resulterade i Thorsruds & Emerys (1969) psykologiska krav på ett gott arbete vilka senare har utvecklats och använts av arbetsmarknadens parter.  
Slutet av 1960- och 1970-talet präglades även av kritiska perspektiv och diskussioner om bland annat arbetardemokrati, alienation, maktlöshet och degradering (se t.ex. Blauner 1964 och Braverman 1974), om kollektivkulturer och om kön. Det fanns i Sverige under denna tid ett politiskt såväl som allmänt intresse för arbetsmiljö och landet fick en ny arbetsmiljölag 1974/1978 och ett arbetsmiljöavtal som parterna tecknade 1978. Detta intresse speglar sig också i en kraftig expansion av arbetsmiljöforskningen, främst genom tillkomsten av den arbetsmedicinska avdelningen vid Arbetarskyddsstyrelsen och Arbetarskyddsfonden 1972. Arbetsvetenskap var även tidigt knutet till de tekniska högskolorna och handlade ofta om utformning av produktionssystem och arbetsplatser i relation till industriell produktion och ekonomi. Det är i denna tidsanda som arbetsvetenskap etableras som  självständigt ämne vid de flesta av tekniska högskolorna i Sverige. 1973 blir arbetsvetenskap en egen institution vid Luleå tekniska universitet. 
Idag används arbetsvetenskap för att beteckna såväl forskningen vid de tekniska och medicinska fakulteterna som arbetslivsforskning vid de humanistiska och samhällsvetenskapliga fakulteterna (se t.ex. Björkman 2004). Inom den senare traditionen har ämnet utvidgats till att omfatta makt- och inflytandefrågor, arbetsmarknad och arbetsmarknadsrelationer, segregationsmönster, genus och jämställdhet, gruppdynamik, ledarskap, organisationsteori och relationen mellan arbete och familj. Inom den samhällsvetenskapliga riktningen har man alltmer kommit att studera arbete ur ett helhetsperspektiv på människans livsvillkor. Förklaringar till fenomen i arbetslivet kan inte bara sökas i arbetslivet utan också i det som sker utanför arbetet, och i en vidare global kontext. Andra områden där arbetsvetenskapens helhetsperspektiv fortsatt att utvecklas är exempelvis organisationsutveckling, lärande, kultur och betydelsen av kulturella kontexter, innovation, design och människa-dator-interaktion.  

### Arbetsvetenskaplig forskningsmiljöer
- Göteborgs universitet, Institutionen för sociologi ach arbetsvetenskap; http://www.socav.gu.se/
- Högskolan i Borås, Akademin för vård och arbetsliv: https://www.hb.se/Anstalld/Akademin-for-vard-arbetsliv-och-valfard/
- Högskolan i Dalarna, Arbetsvetenskap: https://www.du.se/sv/om-oss/organisation/amnen/arbetsvetenskap/
- Högskolan i Halmstad, centrum för forskning om välfärd, hälsa och idrott:  https://www.hh.se/forskning/forskningsmiljoer/centrum-for-forskning-om-valfard-halsa-och-idrott-cvhi.htmlE
- Karlstads universitet: https://www.kau.se/arbetsvetenskap
- Luleå tekniska universitet, Arbetsvetenskap: https://www.ltu.se/research/subjects/arbetsvetenskap
- Mälardalens högskola: https://www.mdh.se/utbildning/program/masters-work-life
- Sveriges lantbruksuniversitet, Institutionen för arbetsvetenskap, ekonom och miljöpsykologi: https://www.slu.se/institutioner/arbetsvetenskap-ekonomi-miljopsykologi/

Arbetsvetenskap finns som framgått som ett självständigt, ofta mångvetenskapligt, akademiskt ämne vid ett flertal svenska lärosäten. Det finns också som en integrerad del i andra akademiska ämnen såsom: Arkitektur, Företagsekonomi, Ekonomisk historia, Etnologi, Historia, Kulturgeografi, Arbetsmedicin, Nationalekonomi, Pedagogik, Hälsopedagogik, Psykologi, Sociologi, Socialt arbete, Systemvetenskap, Teknik. 

### Utbildningar i arbetsvetenskap
Ämnet arbetsvetenskap kan läsas som enstaka kurs eller som del i ett arbetsvetenskapligt program. Det finns även forskarutbildning i arbetsvetenskap vid flera lärosäten och också en nationell så kallad forskarskola. 
Arbetsvetenskap ingår för övrigt som en del i en rad universitets- och högskoleutbildningar som exempelvis programmet för Personal och arbetsliv, Teknisk design, Organisering och ledning av arbete och välfärd.

### Arbetsvetenskapliga nätverk
- AiV (Arbetsvetenskap i Västsverige). AiV bildades 1997 och utgör idag ett nätverk för samarbete mellan åtta högskolor och universitet.
- CAV (Centrum för Arbetsliv och Vetenskap) vid Högskolan i Borås. CAV bildades 2003 och är ett samverkansorgan mellan forskare, företag, kommuner och organisationer inom Boråsregionen kring frågor om ledning, styrning och organisering. http://www.hb.se/cav.
- FALF (Forum för arbetslivsforskning i Sverige). FALF bildades 2008 och är ett nationellt nätverk för arbetslivsforskare i Sverige och anordnar en årlig konferens kring aktuella arbetslivsfrågor. Konferensen vänder sig till både forskare och praktiker. Se vidare http://falf.se/

### Arbetsvetenskapliga tidskrifter
- Arbetsmarknad och arbetsliv: https://journals.lub.lu.se/aoa
- Arbetsliv i omvandling: http://arbetsliviomvandling.se/
- Arbete och hälsa: http://www.medicine.gu.se/avdelningar/samhallsmedicin_folkhalsa/amm/publikationer/aoh/
- Nordic Journal of Working Life Studies: http://www.nordicwl.dk/

## Exempel på forskningsområden
- Arbetsmarknads- och anställningsrelationer, arbetsrätt, sysselsättning, effekter av strukturrationaliseringar och segregeringsprocesser med avseende på klass, kön, etnicitet och ålder.

- Yrken, yrkesstrukturer, professioner.
- Värderingar och attityder till arbete, olika arbetsformer, betalt och obetalt arbete.
- Arbete och identitet.
- Produktionssystem och interaktionen mellan människa och tekniska system.
- Psykosocial arbetsmiljö, stress och hälsa.
- Organisatorisk och social arbetsmiljö.
- Förändringsprocesser och organisationsutveckling.
- Kompetens, kvalifikationsfrågor och lärande.
- Entreprenörskap och innovation.
- Organisationsformer, organisationskulturer, managementformer och ledningsstrategier.
- Belastningsergonomi, fysikaliska faktorer och kemiska hälsorisker.
- Arbetsskador, riskanalyser, säkerhetskultur.
- Jämställdhet och mångfald, genus och normkritik.
- Digitalisering och dess betydelse för arbete, arbetsorganisation och arbetsmarknadsrelationer
- Förändringsledarskap.
- Projektarbete och hållbara effekter.
- Arbetsplatsinnovation med personalen som resurs
- Hälsa, livsstil och välbefinnande.
- Samverkan inom välfärdssamhället.
- Lokal, regional och landsbygdsutveckling.